# Megalomys
A Megalomys az emlősök (Mammalia) osztályának rágcsálók (Rodentia) rendjébe, ezen belül a hörcsögfélék (Cricetidae) családjába tartozó kihalt nem.

## Tudnivalók
A Megalomys emlősnem öt nagytestű rágcsálófajból állt, amelyek a Karib-térség néhány szigetén éltek, de mára már kihaltak. A legutóbbi a Megalomys desmarestii volt, amely a Martinique-i Mont Pelée kitörésénél pusztult ki, 1902-ben.

## Rendszerezés
A nembe az alábbi 5 kihalt faj tartozott:
- †Megalomys audreyae Hopwood, 1926
- †Megalomys curazensis Hooijer, 1959
- †Megalomys desmarestii J. B. Fischer, 1829 - típusfaj
- †Megalomys georginae Turvey, Brace & Weksler, 2012
- †Megalomys luciae (Forsyth Major, 1901)

## Képek

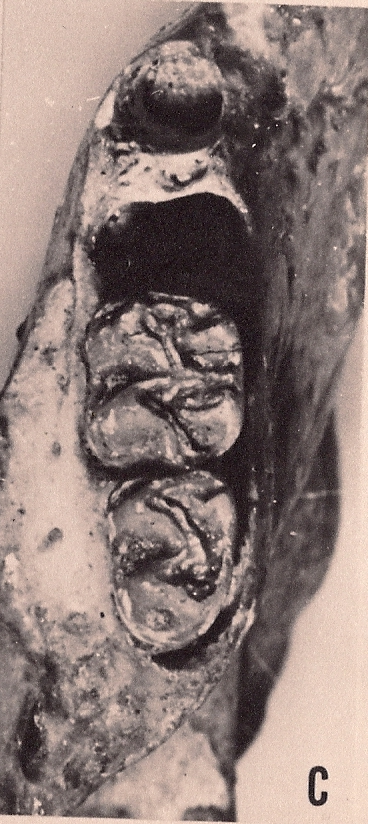
A M. audreyae fogai
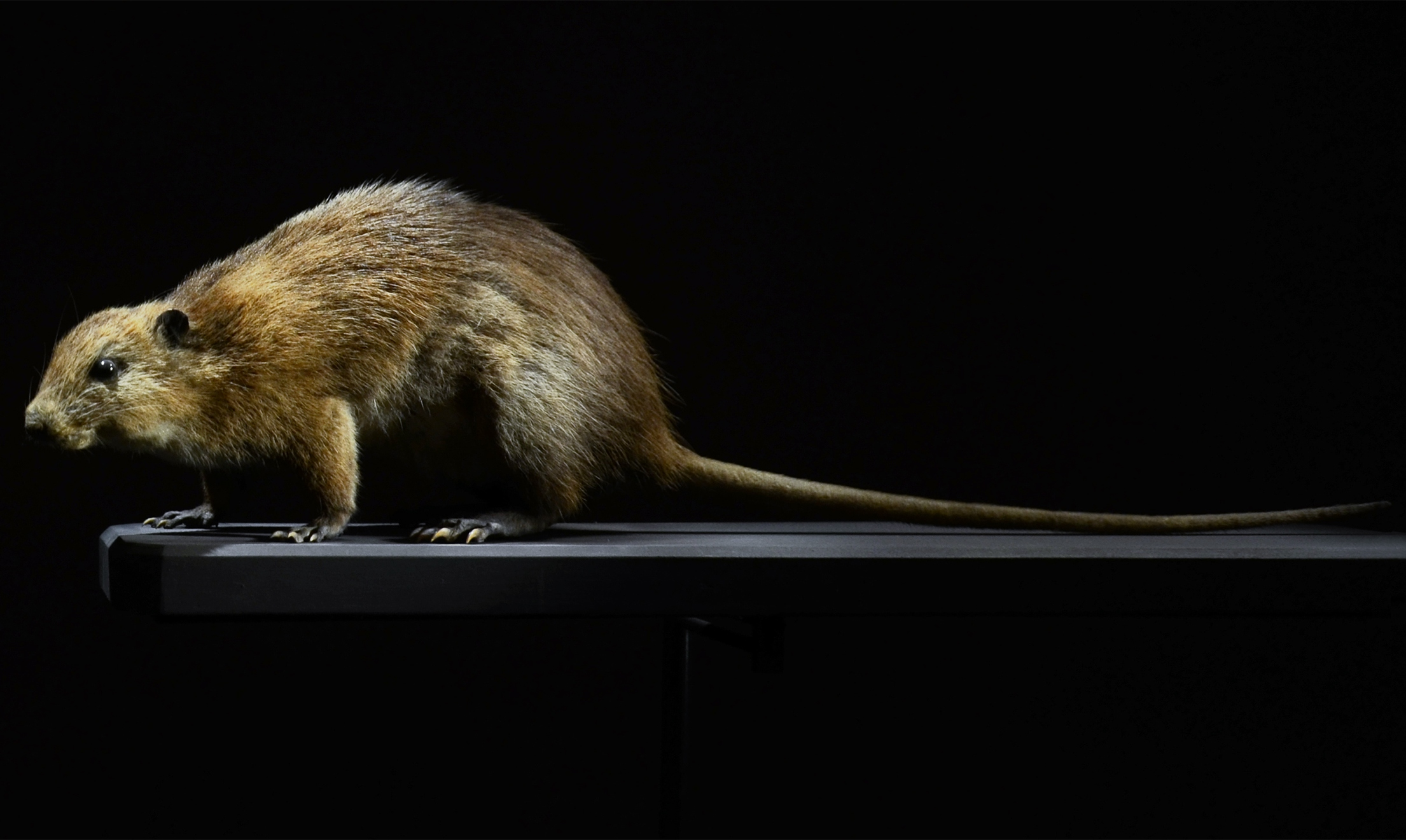
A M. desmarestii rekonstrukciója
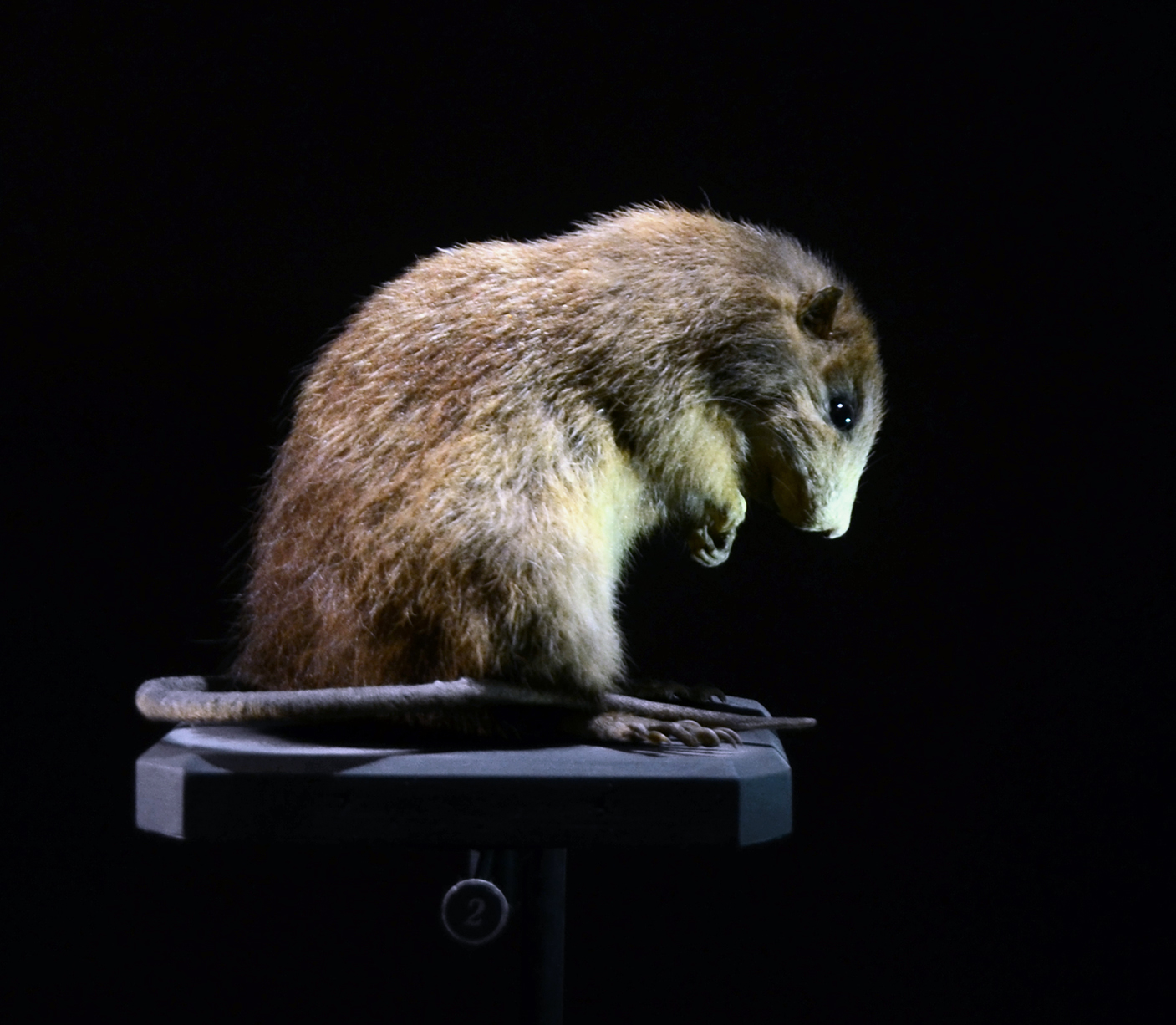
A M. luciae rekonstrukciója

### Fordítás
- Ez a szócikk részben vagy egészben  a   Megalomys című angol Wikipédia-szócikk ezen változatának fordításán alapul.  Az eredeti cikk szerkesztőit annak laptörténete sorolja fel. Ez a jelzés csupán a megfogalmazás eredetét és a szerzői jogokat jelzi, nem szolgál a cikkben szereplő információk forrásmegjelöléseként.